# Stiwar García
John Stiwar García Mena (Quibdó, Chocó, Colombia; 7 de septiembre de 1990) es un futbolista colombiano. Juega como delantero.

## Clubes
| Club                 | País                | Año                 | Partidos | Goles |
| -------------------- | ------------------- | ------------------- | -------- | ----- |
| Atlético Nacional    | Colombia            | 2008 - 2010         | 2        | 0     |
| Real Santander       | Colombia            | 2011                | 44       | 15    |
| Atlético Nacional    | Colombia            | 2012                | 7        | 0     |
| Alianza Petrolera    | Colombia            | 2013                | 21       | 6     |
| América de Cali      | Colombia            | 2013                | 20       | 5     |
| Fortaleza            | Colombia            | 2014                | 26       | 5     |
| Alianza Petrolera    | Colombia            | 2015                | 9        | 0     |
| Atlético Bucaramanga | Colombia            | 2015 - 2016         | 32       | 5     |
| Deportivo Pereira    | Colombia            | 2016 - 2017         | 52       | 11    |
| Kuopio               | Finlandia           | 2018                | 6        | 1     |
| KuFu 98              | Finlandia           | 2018                | 5        | 1     |
| Nacional Potosí      | Bolivia             | 2018                | 19       | 6     |
| Jaguares de Córdoba  | Colombia            | 2019 - 2021         | 37       | 3     |
| Patriotas Boyacá     | Colombia            | 2021                |          |       |
| Total en su carrera  | Total en su carrera | Total en su carrera | 280      | 58    |

## Palmarés

### Títulos nacionales
| Título                | Club                 | País     | Temporada |
| --------------------- | -------------------- | -------- | --------- |
| Superliga de Colombia | Atlético Nacional    | Colombia | 2012      |
| Copa Colombia         | Atlético Nacional    | Colombia | 2012      |
| Categoría Primera B   | Atlético Bucaramanga | Colombia | 2015      |